# スージー・アンド・ザ・バンシーズ
スージー・アンド・ザ・バンシーズ (英語: Siouxsie And The Banshees) は、イギリスのロックバンドである。1976年にスージー・スーを中心として結成。その音楽性は、活動時期によって多様性に富んでいる。初期のストレートなポストパンクから始まり、中期には呪術的とも評されたサイケデリック色を強めた独自のサウンドを構築したが、後期にはスージー・スーのボーカルがより重視されるようになった。
ジョイ・ディヴィジョン、ザ・キュアー、ザ・スミス、ソニック・ユース、マイ・ブラッディ・ヴァレンタイン、ジェフ・バックリィ レディオヘッド、PJ ハーヴェイ や、マッシヴ・アタック、を含む多くのバンドやミュージシャンは、スージー・アンド・ザ・バンシーズから影響を受けていると述べている。
今日では1970年代と1980年代のイギリスの最も重要なロックバンドのひとつとして認知されている。独特の演奏感覚を持つプレイヤー揃いのバンドであり、特にギタリストのジョン・マッギオーク（『カレイドスコープ』 (1980年)、『呪々』 (1981年)、『キス・イン・ザ・ドリームハウス』 (1982年)の各アルバムに参加）に関しての評価が高い。ジ・エッジ（U2） 、ジョニー・マー（ザ・スミス）、エド・オブライエン（レディオヘッド） 、ビリー・コーガン (スマッシング・パンプキンズ)、ジョン・フルシアンテ（レッド・ホット・チリ・ペッパーズ) は全員、演奏においてジョン・マッギオークの影響を受けたとされている。
日本では布袋寅泰やサカナクション、ブンブンサテライツ、オレンジ・レンジがスージー・アンド・ザ・バンシーズから影響を受けた旨を述べている。
2023年、スージーのソロアルバム「マンタレイ」-MantarayがレコードとCDで再発売された。
2025年、ジョン・マッケイはデビュー・ソロ・アルバム『Sixes And Sevens』をレコードとCDでリリースした。このアルバムには1980年から1989年にかけて録音された曲が収録されている。1980年にケニー・モリスがドラムを担当して制作された曲の中には、マッケイがバンドに残っていたらバンシーズがどのような方向性を辿っていたかを垣間見ることができるものもあった。マッケイのウェブサイトでは限定版が販売されており、ボーナスCDには「People Phobia」が収録されている。これは「Hong Kong Garden」の制作開始前にマッケイがバンドに提示した最初のバージョンである。

## メンバー
| 名前                                            | 担当楽器                           | 在籍期間               |
| ----------------------------------------------- | ---------------------------------- | ---------------------- |
| スージー・スー (英語: Siouxsie Sioux)           | ボーカル ギター                    | 1976年 - 1996年 2002年 |
| スティーブン・セヴェリン (英語: Steven Severin) | ベース キーボード                  | 1976年 - 1996年 2002年 |
| バッジー (英語: Budgie)                         | ドラムス パーカッション キーボード | 1979年 - 1996年 2002年 |
| ノックス・チャンドラー (英語: Knox Chandler)    | ギター                             | 1995年 - 1996年 2002年 |

| 名前                                              | 担当楽器                                    | 在籍期間               |
| ------------------------------------------------- | ------------------------------------------- | ---------------------- |
| シド・ヴィシャス (英語: Sid Vicious)              | ドラムス                                    | 1976年                 |
| マルコ・ピローニ (英語: Marco Pirroni)            | ギター                                      | 1976年                 |
| ピーターフェントン (英語: Peter Fenton)           | ギター                                      | 1977年                 |
| ケニー・モリス (英語: Kenny Morris)               | ドラムス パーカッション                     | 1977年 - 1979年        |
| ジョン・マッケイ (英語: John McKay)               | ギター サクソフォーン                       | 1977年 - 1979年        |
| ロバート・スミス (英語: Robert Smith)             | ギター キーボード                           | 1979年 1982年 - 1984年 |
| ジョン・マッギオーク (英語: John McGeoch)         | ギター キーボード                           | 1980年 - 1982年        |
| ジョン・カルチャーズ (英語: John Carruthers)      | ギター                                      | 1984年 - 1987年        |
| マーティン・マッカリック (英語: Martin McCarrick) | キーボード チェロ アコーディオン ダルシマー | 1987年 - 1996年        |
| ジョン・クライン (英語: Jon Klein)                | ギター                                      | 1987年 - 1994年        |

## 来日公演
1982年: 
- 3月29日 - 東京 ツバキハウス
- 3月30日 - 東京 渋谷公会堂
- 4月 1日 - 吹田 万博ホール
- 4月 2日 - 横浜

1983年: 
- 2月 5日 - 東京 渋谷公会堂 (ロバート・スミス（ギター）と)
- 2月 6日 - 東京 渋谷公会堂 (ロバート・スミス（ギター）と)
- 2月 8日 - 京都 BIG BANG (2公演) (ロバート・スミス（ギター）と)
- 2月10日 - 大阪 大阪厚生年金会館 (ロバート・スミス（ギター）と)

1999年 - クリーチャーズ （The Creatures）[スージー・スーとBudgie]) : 
- 5月13日 - 大阪 心斎橋クラブクアトロ
- 5月12日 - 東京 渋谷クラブクアトロ

2002年
- 8月17日 - 大阪 WTCオープンエアスタジアム（サマーソニック大阪）
- 8月18日 - 千葉 幕張メッセ（サマーソニック東京）

## ディスコグラフィ

### スタジオ・アルバム
- 『悲鳴』 - The Scream (1978年)
- 『ジョイン・ハンズ』 - Join Hands (1979年)
- 『カレイドスコープ』 - Kaleidoscope (1980年)
- 『呪々』 - Juju (1981年)
- 『キス・イン・ザ・ドリームハウス』 - A Kiss in the Dreamhouse (1982年)
- 『ハイエナ』 - Hyaena (1984年)
- 『ティンダーボックス』 - Tinderbox (1986年)
- 『スルー・ザ・ルッキング・グラス』 - Through the Looking Glass (1987年) ※カバー・アルバム
- 『ピープ・ショウ』 - Peepshow (1988年)
- 『スーパースティション』 - Superstition (1991年)
- 『恍惚 - ラプチュア』 - Rapture (1995年)

### ライブ・アルバム
- 『ノクターン』 - Nocturne (1983年) ※2枚組ライブ・アルバム
- The Seven Year Itch (2002年) ※再結成時のライブ・アルバム
- At The BBC (2009年)

### コンピレーション・アルバム
- 『ワンス・アポン・ア・タイム』 - Once Upon a Time: The Singles (1981年) ※シングル集
- 『トワイス・アポン・ア・タイム』 - Twice Upon a Time: The Singles (1992年) ※シングル集
- 『ベスト・オブ・スージー&ザ・バンシーズ』 - The Best Of Siouxsie & The Banshees (2002年) ※2枚組ベスト盤
- Downside Up - B-Sides & Rarities (2005年) ※4枚組B面+レア曲集

### シングル
- "Hong Kong Garden" (1978年)
- "Happy House" (1980年)
- "Christine" (1980年)
- "Israel" (1981年)
- "Spellbound" (1981年)
- "Arabian Knights" (1981年)
- "Dear Prudence" (1983年)
- "Cities in Dust" (1985年)
- "Peek-a-Boo" (1988年)
- "The Last Beat of my Heart" (1988年)
- "Kiss them for me" (1991年)
- "Face to Face" (1992年)

### ビデオ
- 『ワンス・アポン・ア・タイム』 - Once Upon a Time (1981年) ※VHS
- 『トワイス・アポン・ア・タイム』 - Twice Upon a Time (1992年) ※VHS
- 『ノクターン』 - Nocturne (1983年) ※VHS。2006年にDVD再発
- 『ベスト・オブ・スージー&ザ・バンシーズ (サウンド＆ビジョン)』 - The Best Of Siouxsie & The Banshees (Sound & Vision) (2004年)
- At The BBC (2009年)

## サイド・プロジェクト

### スージー (Siouxsie)

#### スタジオ・アルバム
- 『マンタレイ』 - Mantaray (2007年)

#### シングル
- モリッシー & スージー (デュエット: Morrissey & Siouxsie) - "Interlude" (1994年)

#### コラボレーション
モリッシー、ジョン・ケイル、マーク・アーモンド、ベースメント・ジャックスらとの共演がある。

#### ビデオ
- 『ドリームショー』 - Dreamshow (2005年)
- 『フィナーレ：最後のマンタレイ＆もっと見る』 - Finale: The Last Mantaray & More Show (2009年)

### クリーチャーズ （The Creatures）[スージー・スーとBudgie] 1981年 - 2005年
クリーチャーズ（The Creatures）は、スージー・スーとBudgieーによるユニット。1981年にシングル「ワイルド・シングス」（Wild Things）を発表した後、1983年にはハワイで録音したファースト・アルバム『フィースト（饗宴）』を発表。スージーのボイスとパーカッションを中心に、バンシーズの呪術的、民族的側面をより前面に押し出している。1989年にはセカンド・アルバム『ブーメラン』を発表し。

#### スタジオ・アルバム
- 『悲鳴』 - Feast (1983年)
- 『ブーメラン』 - Boomerang (1989年)
- 『アニマ・アニムス』 - Anima Animus (1999年)
- 『ハイ！』 - Hái! (2003年)

#### コンピレーション・アルバム
- 『ベストプライス』 - A Bestiary of (1999年)

### 手袋 (The Glove) 1983年
手袋（The Glove）は、スティーヴ・セヴェリンとロバート・スミスによるユニット。1983年にファースト・アルバム『ブルー・サンシャイン』（Blue Sunshine）を発表。女性ボーカルのジャネット・ランドレー（Jeannette Landray）をフィーチャーした曲もあり、スージーのボーカルとはまた異なったポップなサイケデリックさが特徴となっている。